# Benthobatis kreffti
Benthobatis kreffti is een kraakbeenvis, een soort uit het geslacht Benthobatis en de familie van de stroomroggen (Narcinidae) die voorkomt in een heel beperkt kustgebied voor de  Braziliaanse deelstaat Santa Catarina. Dit gebied is hoogstens 16.000 vierkante kilometer groot.

## Beschrijving
Het is een vrij kleine stroomrog die hoogstens 26 cm wordt. Vrouwtjes worden bij een lengte van 20 tot 21 cm geslachtsrijp, mannetjes bij 14 tot 15 cm.
Deze stroomrog komt voor op een diepte van 400 tot 600 m.  De rog is bijvangst van de sleepnetvisserij gericht op de pijlinktvis Illex argentinus (Ommastrephidae). Dit type visserij is intensief binnen het gebied waar deze stroomrog voorkomt. Benthobatis kreffti staat daarom als kwetsbaar (vulnerable) op de internationale Rode Lijst van de IUCN.

## Voetnoten
1. 1 2  (en) Benthobatis kreffti op de IUCN Red List of Threatened Species.
2. ↑   Rincon, G. 2004. Benthobatis kreffti. In: IUCN 2010. IUCN Red List of Threatened Species. Version 2010.1. <www.iucnredlist.org>. Downloaded on 01 April 2010.